# Hure (Meurthe)
Die Hure [yʁ] (in manchen Kartendarstellungen auch Der Hure) ist ein kleiner Fluss in Frankreich, der im Département Vosges in der Region Grand Est verläuft. 

## Geographie

### Verlauf
|  |

Die Hure entspringt im Gemeindegebiet von Ban-de-Sapt, entwässert generell Richtung Westnordwest und mündet nach rund 15 Kilometern an der Gemeindegrenze von La Voivre und Étival-Clairefontaine als rechter Nebenfluss in die Meurthe. Im Mündungsabschnitt quert die Hure die Autobahn-ähnlich ausgebaute Route Nationale 59.
Hinweis: In der französischen Gewässerdatenbank Sandre wird die Mündung etwa 200 Meter weiter nördlich angegeben, wobei zuvor noch der Bach Tapageur einmünden soll. Dies kann aber aufgrund des verfügbaren Kartenmaterials nicht nachvollzogen werden.

### Zuflüsse
(Reihenfolge in Fließrichtung)
- Ruisseau des Gouttes (links), 3,7 km
- Ruisseau de la Fouiere (links), 2,1 km
- Ruisseau de la Goutte (links), 2,2 km
- Ruisseau le Tapageur (rechts), 1,5 km

### Orte am Fluss
(Reihenfolge in Fließrichtung)
- Gemainfaing, Gemeinde Ban-de-Sapt
- Saint-Jean-d’Ormont
- Denipaire
- Hurbache
- La Hollande, Gemeinde La Voivre